# Château de Cazeneuve
Pour les articles homonymes, voir Cazeneuve.
Ne doit pas être confondu avec Château de Caseneuve.
Le château de Cazeneuve est situé à Préchac, dans le département français de la Gironde.
Le château est bâti le long des gorges du Ciron et du ruisseau de Honburens.

## Histoire
Le château primitif est une des anciennes résidences des rois de Navarre. 
Il est mentionné pour la première fois dans l'hommage qu'Amanieu VI d'Albret rend en 1250 à Gaston VII de Béarn. Il est ensuite complètement reconstruit par son fils Amanieu VII d'Albret sur un banc rocheux. Il englobe dans son enceinte la motte médiévale du XIe siècle précédée d'une vaste cour dont les murailles protègent le bourg.
En 1572, le roi Henri III de Navarre en hérite de sa mère. Henri devient roi de France sous le nom de Henri IV en 1589.
En 1583, confronté à de graves problèmes financiers, Henri III vend à pacte le château à Monsieur de Rancé. En 1599, le château est vendu à Raymond de Viçose, l’un des membres du parti protestant.
Au XVIIe siècle, l'édifice subit un important remaniement. Le château médiéval se transforme alors en château de plaisance et d'apparat.
Il est totalement reconstruit au XVIIe siècle, puis restauré régulièrement.
Il est classé monument historique le 24 septembre 1965.
Le château appartient toujours à la famille de Sabran-Pontevès, l'une des familles descendante en ligne féminine de la maison d'Albret,

## Personnalités ayant fréquenté le château
- Édouard Ier d'Angleterre et son épouse Éléonore de Castille en 1287.
- Louis XIII, alors qu'il se rendait à Pau en octobre 1620 pour signer l' Édit de Pau
- Louis XIV en allant se marier à l'infante Marie-Thérèse d'Autriche en juin 1660 en l'église Saint-Jean-Baptiste de Saint-Jean-de-Luz

## Architecture
Ancienne forteresse médiévale qui englobe la motte médiévale, le château à la forme d'un polygone irrégulier entouré de douves et défendus par deux tours. Il enserre dans ses murs une cour d'honneur à deux niveaux. Le site est composé de grottes troglodytes sous le château et de grandes caves médiévales souterraines.
Les parties anciennes sont les fortifications avancées et les douves.
Les bâtiments sont une reconstruction datant du XVIIe siècle.
Les appartements royaux sont meublés d'époque.

### Nymphée
Le puits au milieu de la cour d'honneur est relié au nymphée – ancien sanctuaire gallo-romain dédié aux nymphes – par un escalier qui descend à 14 mètres de profondeur.

## Parc et jardins
Le parc arboré longe le Ciron, et comporte le plan d'eau, le moulin, le lavoir et l'île aux oiseaux, jardin à l'anglaise. La partie entre le Ciron, l'affluent du Ciron et le CD9 est classée monument historique au même titre que le château.

## Lieu de tournage
En mai 2017, une équipe de l'émission Secrets d'Histoire tourne plusieurs séquences au château dans le cadre d'un numéro consacré à la reine Margot, intitulé La Légende noire de la reine Margot, diffusé le 29 juin 2017 sur France 2,.
En novembre 2022, le château était un lieu de tournage pour la série Filles du feu.

## Galerie

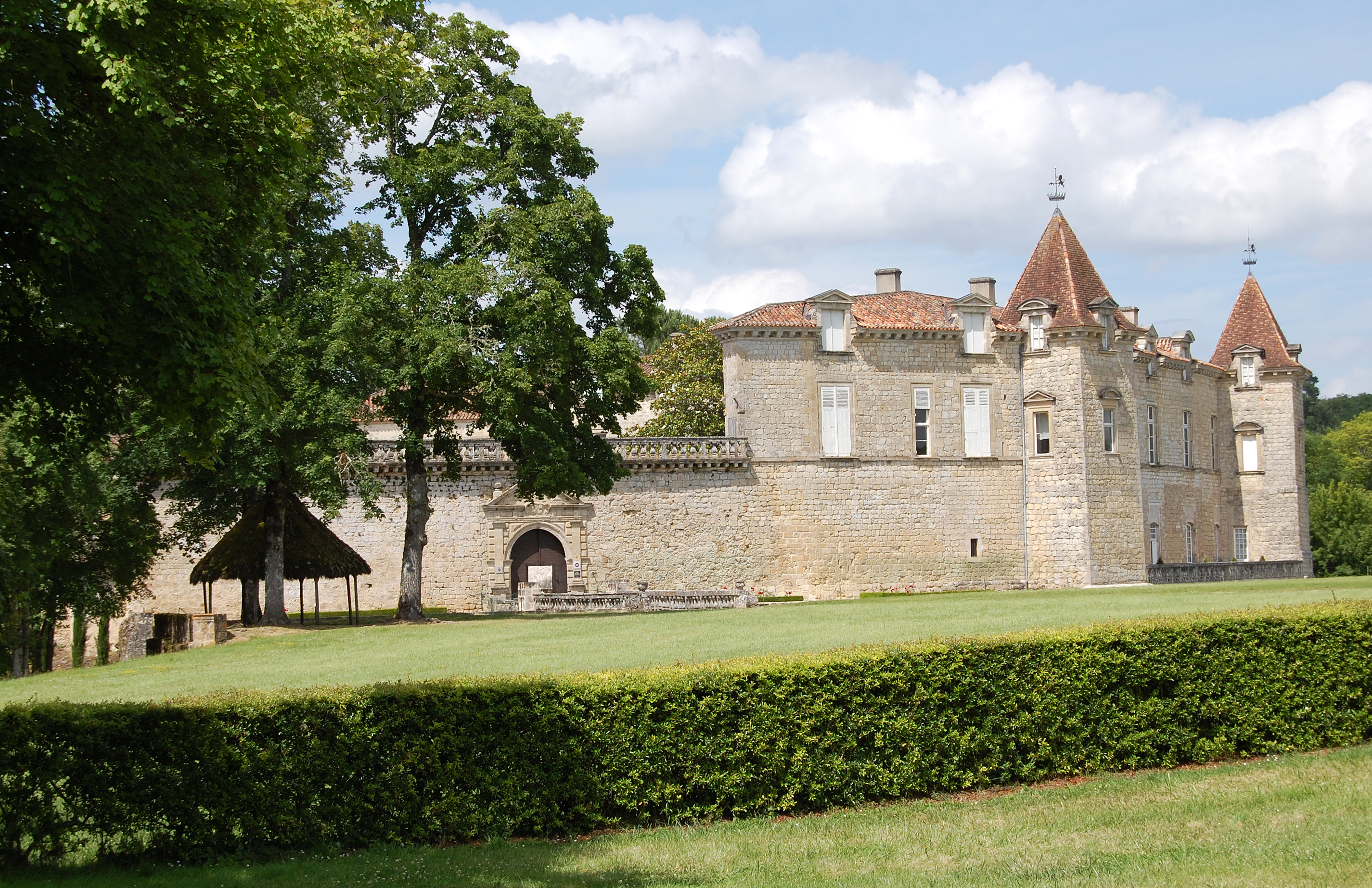
Château
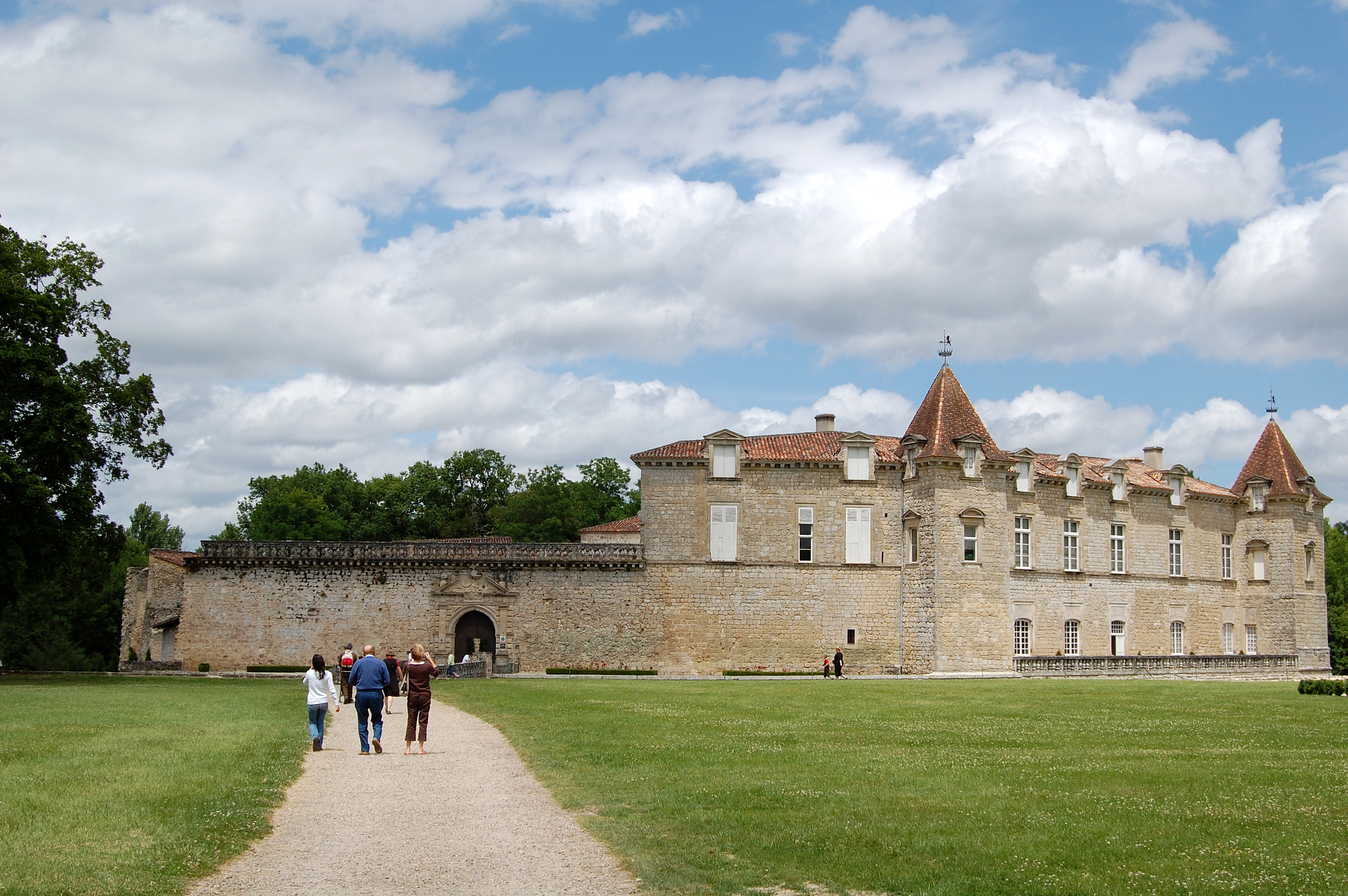
Château
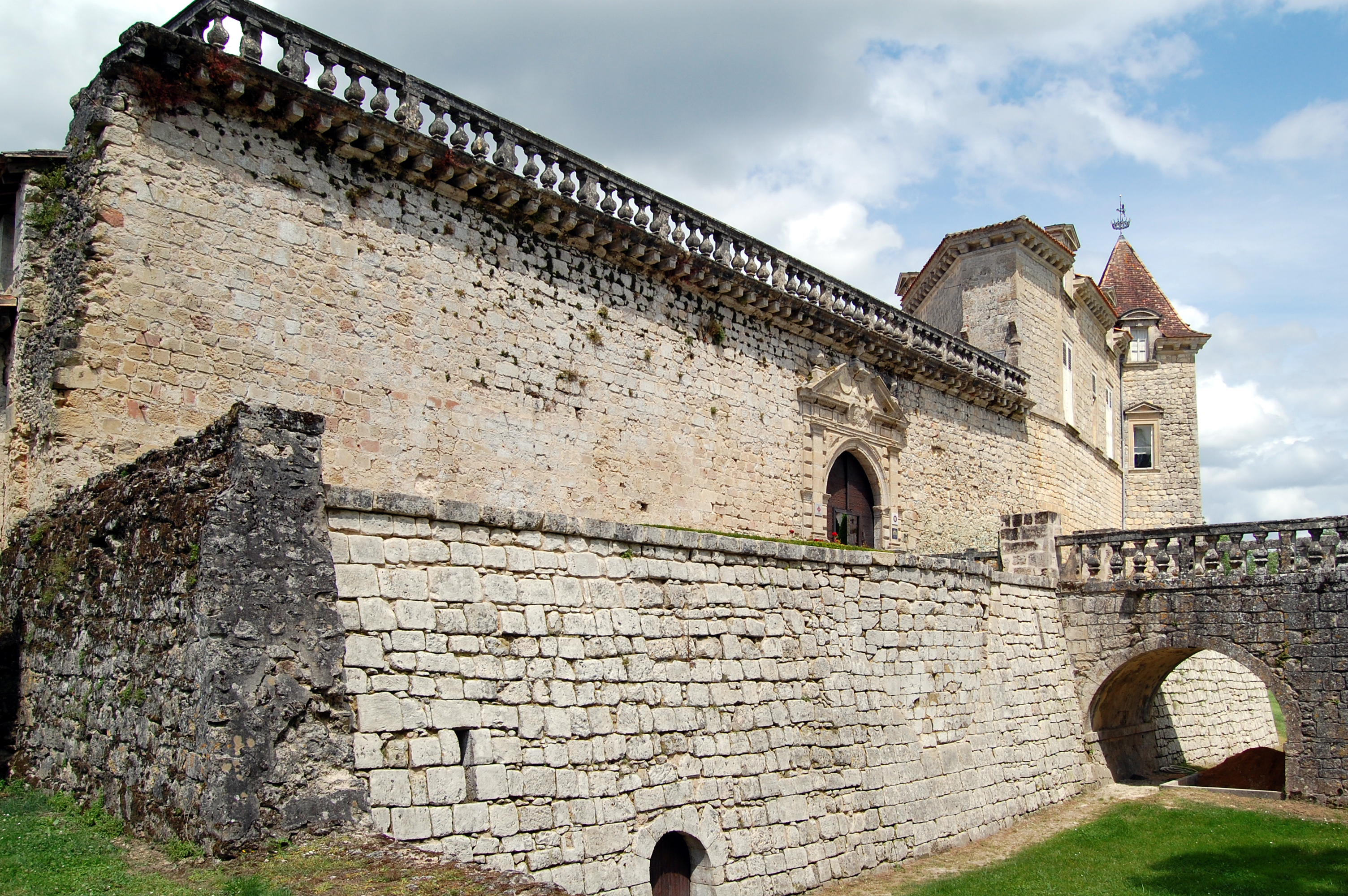
Château
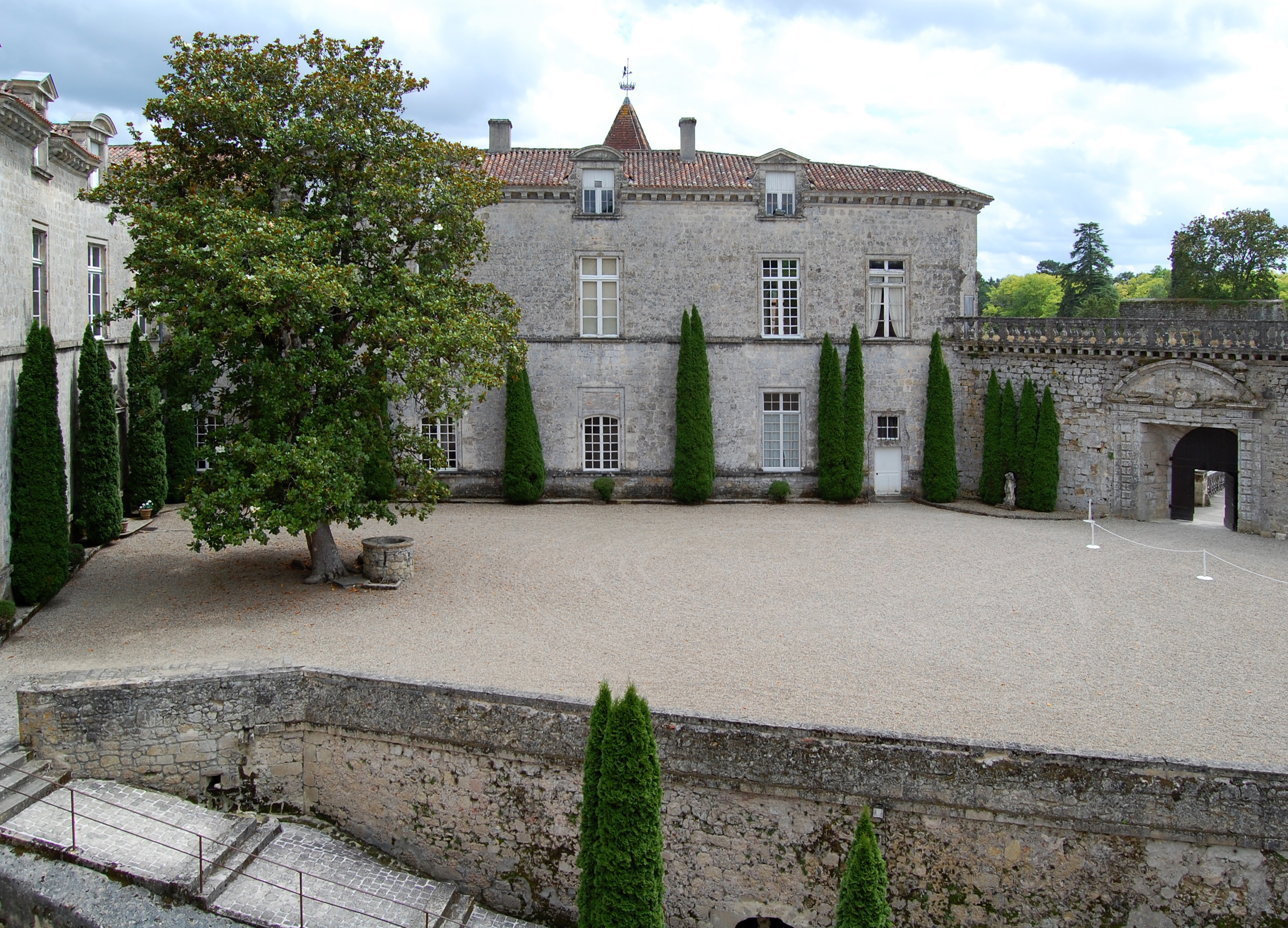
Cour du château